# Povodí Orlice
Povodí Orlice je povodí řeky 2. řádu a je součástí povodí Labe. Tvoří je oblast, ze které do řeky Orlice přitéká voda buď přímo z Tiché nebo Divoké Orlice, nebo prostřednictvím jejich přítoků. Jeho hranici tvoří rozvodí se sousedními povodími. Na jihu, západě a severu je to povodí Labe a povodí menších přítoků Labe, na východě povodí Moravy. Nejvyšším bodem povodí je Velká Deštná s nadmořskou výškou 1116 metrů. Rozloha povodí je 2036,2 kilometrů.

## Správa povodí
Správou povodí se zabývá státní podnik Povodí Labe.

## Dílčí povodí
| povodí                         | rozloha km² | nejvyšší bod                                                  | nadm. výškam | odtékající řeka      | průtok v ústí m³/s |
| ------------------------------ | ----------- | ------------------------------------------------------------- | ------------ | -------------------- | ------------------ |
| Povodí Tiché Orlice            | 757,1       | západní svah hory Jeřáb - Hanušovická vrchovina               |              | Tichá Orlice         | 7,4                |
| Povodí Divoké Orlice           | 806,5       | rašeliniště Czarne bagno a Topielisko (Polsko)                | 800          | Divoká Orlice        | 11,5               |
| Povodí Bělé                    | 214,2       | jižní svah Vrchmezí (Orlické hory)                            | 1048,0       | Bělá                 | 0,92               |
| Povodí Dědiny (Zlatého potoka) | 333,2       | první západně Sedloňovský vrch a druhý jihozápad od Sedloňova | 700          | Dědina (Zlatý potok) | 2,28               |
| Povodí Zdobnice                | 27,8        | jihovýchodní svah Velké Deštné                                | 1029         | Zdobnice             | 1,95               |
| Povodí Rokytenky               | 63,2        | 2 km severovýchodně od Horní Rokytnice                        | cca 930,0    | Rokytenka            | 0,97               |
| Povodí Třebovky                | 196         | Koclířov (Českotřebovská vrchovina)                           | 548          | Třebovka             | 1,28               |